# ML (programski jezik)
ML je funkcijski programski jezik opće namjene kojeg su razvili Robin Milner i ostali kasnih 1970-ih pri University of Edinburgh, i čija je sintaksa inspirirana jezikom ISWIM. Povijesno, ML stoji za metalanguage (metajezik), s obzirom na to da je bio osmišljen za razvijanje metoda dokaza u LCF dokazivaču teorema (jezik čiji je ML metajezik jest pplambda, kombinacija predikatnog računa prvog reda i jednostavno tipiziranog polimorfnog lambda računa. Poznat je po uporabi Hindley-Milner algoritma inference tipova, koji može inferirati tipove većine vrijednosti bez zahtijevanja iscrpnih anotacija koje su često kritizirane kao redundantna verboznost u jezicima kao što je Java.